# テルネイ
テルネイ（ロシア語: Терней）はロシア連邦東部の沿海地方にあり、テルネイ地区の中心に位置する町（都市型集落）。人口は3,590人（2010年全ロシア国勢調査）。清朝時代の名称は大囲子であった。